# Бейкер, Коди
Ко́ди Бе́йкер (англ. Cody Baker; род. 4 января 2004, Иссакуа, Вашингтон) — американский футболист, защитник клуба «Сиэтл Саундерс».

## Клубная карьера
Бейкер — воспитанник клуба «Сиэтл Саундерс». 14 мая 2021 года в матче против «Сан-Диего Лойал» за дублирующий состав в USL. 27 апреля 2023 году в поединке Открытого кубка США против «Сан-Диего Лойал» игрок дебютировал за основной состав. 7 мая в матче против «Спортинг Канзас-Сити» он дебютировал в MLS.